# 추부중학교
추부중학교(秋富中學校)는 대한민국 충청남도 금산군 추부면 마전리에 있는 공립 중학교이다.

## 학교 연혁
- 1955년 4월 27일 : 공립중학교 인가 (6학급)
- 1955년 4월 28일 : 추부중학교 개교
- 1981년 2월 6일 : 학칙 변경 21학급 인가
- 2002년 12월 22일 : 본관 · 증개축 준공
- 2003년 2월 7일 : 다목적 강당 준공
- 2024년 1월 5일 : 제68회 졸업식 43명 졸업 (총 졸업생 인원 10,566명)
- 2024년 3월 4일 : 2024학년도 신입생 28명 입학
- 2024년 9월 1일 : 제25대 이법연 교장 취임

## 참고 자료
- 추부중학교 - 한국교육학술정보원 학교알리미